# Divergent (soundtrack)
Divergent is de originele soundtrack van de film met dezelfde naam uit 2014 die door Interscope Records werd uitgebracht in twee albumversies: Divergent: Original Motion Picture Soundtrack (filmsongs) en Divergent: Original Motion Picture Score (filmmuziek).

## Divergent: Original Motion Picture Soundtrack
De eerste soundtrack werd op 11 maart 2014 uitgebracht en bestaat uit muziek van diverse artiesten die in de film van regisseur Neil Burger zijn gebruikt, waaronder de nummers "Find You" van Zedd, Matthew Koma & Miriam Bryant en "Beating Heart" van Ellie Goulding die ook werden uitgebracht op single. Ook zijn er songs van Pia Mia, Chance the Rapper, Snow Patrol, Woodkid, Tame Impala, Kendrick Lamar, M83, A$AP Rocky, Gesaffelstein en Skrillex uit de film meegenomen in de track-list. Op 12 april 2014 kwam het album binnen in de Vlaamse Ultratop 200 Albums en stond daar in totaal 6 weken in de lijst met als hoogste notering plaats 75. Het album ontving drieënhalve ster op de muzieksite AllMusic.

### Nummers
| Nr. | Titel                                     | Artiest(en)                                            | Duur |
| --- | ----------------------------------------- | ------------------------------------------------------ | ---- |
| 1   | Find You                                  | Zedd, Matthew Koma & Miriam Bryant                     | 3:23 |
| 2   | Beating Heart                             | Ellie Goulding                                         | 3:31 |
| 3   | Fight for You                             | Pia Mia & Chance the Rapper                            | 4:35 |
| 4   | Hanging On (I See Monstas Remix)          | Ellie Goulding                                         | 4:04 |
| 5   | I Won't Let You Go                        | Snow Patrol                                            | 4:07 |
| 6   | Run Boy Run                               | Woodkid                                                | 3:32 |
| 7   | Backwards                                 | Tame Impala & Kendrick Lamar                           | 3:54 |
| 8   | I Need You                                | M83                                                    | 3:01 |
| 9   | In Distress                               | A$AP Rocky & Gesaffelstein                             | 3:09 |
| 10  | Lost and Found (ODESZA Remix)             | Pretty Lights                                          | 4:36 |
| 11  | Stranger                                  | Skrillex met KillaGraham from Milo and Otis & Sam Drew | 4:50 |
| 12  | Dream Machines                            | Big Deal                                               | 2:59 |
| 13  | Dead in the Water                         | Ellie Goulding                                         | 4:44 |
| 14  | I Love You (Deluxe edition bonus-track)   | Woodkid                                                | 3:49 |
| 15  | Waiting Game (Deluxe edition bonus-track) | Banks                                                  | 3:26 |
| 16  | My Blood (Deluxe edition bonus-track)     | Ellie Goulding                                         | 3;54 |

## Divergent: Original Motion Picture Score
De tweede soundtrack van de film bevat de originele filmmuziek die is gecomponeerd door Junkie XL en werd één week na de soundtrack van diverse artiesten vrijgegeven. De componist en muziekproducent Hans Zimmer heeft meegeholpen met het produceren van de muziek. De twee hebben al meerdere malen samengewerkt aan soundtracks waaronder kort daarvoor nog aan de soundtrack Man of Steel. De zangeres Ellie Goulding verzorgde de zang in de filmmuziek op een aantal nummers.

### Nummers
| Nr. | Titel                                            | Duur  |
| --- | ------------------------------------------------ | ----- |
| 1   | Tris – Ellie Goulding                            | 7:48  |
| 2   | The Test                                         | 3:17  |
| 3   | Chousing Dauntless – Ellie Goulding              | 3:44  |
| 4   | Capture the Flag – Ellie Goulding                | 3:06  |
| 5   | This Isn't Real                                  | 1:38  |
| 6   | Ferris Wheel                                     | 3:31  |
| 7   | Erudite Plan                                     | 3:20  |
| 8   | Fear                                             | 3:36  |
| 9   | I Am Divergent                                   | 1:38  |
| 10  | A Friend                                         | 2:47  |
| 11  | Conspiracy                                       | 5:26  |
| 12  | Watertank                                        | 1:50  |
| 13  | Faction Before Blood                             | 6:48  |
| 14  | Human Nature                                     | 3:12  |
| 15  | Final Test                                       | 1:37  |
| 16  | The March                                        | 5:17  |
| 17  | Dauntless Attack                                 | 5:55  |
| 18  | Sacrifice – Ellie Goulding                       | 4:20  |
| 19  | You're Not Gonna Like This (digital bonus track) | 14:00 |
| 20  | Fight the Dauntless                              | 4:13  |
| 21  | Everywhere and Nowhere                           | 2:28  |